# Никифоров, Альберт Владимирович
Альберт Владимирович Никифоров (1929 — неизвестно) — советский спортсмен, игрок в футбол (защитник/полузащитник) и хоккей с шайбой (защитник, нападающий). Мастер спорта СССР по хоккею с шайбой (1956).

## Биография
В футбол играл в командах КФК «Красная звезда» Краснокамск (1949—1950), ДО Выборг (1951—1952). В 1954 году в составе ленинградского ЛДО четвертьфиналист Кубка СССР.
В чемпионате СССР по хоккею в сезонах 1950/51 — 1955/56 выступал за армейскую команду Ленинграда. Некоторое время играл в паре с защитником Анатолием Жоголем.